# شهرستان وانگدو
شهرستان وانگدو (به لاتین: Wangdu County) یک شهرستان‌های جمهوری خلق چین در چین است که در بائودینگ واقع شده‌است.
 شهرستان وانگدو ۳۵۷ کیلومتر مربع مساحت و ۲۶۰٬۰۰۰ نفر جمعیت دارد و ۴۶ متر بالاتر از سطح دریا واقع شده‌است.